# Коул, Хуан
Джо́н «Хуа́н» Рика́рдо Ко́ул (англ. John "Juan" Ricardo I. Cole; родился в октябре 1952 в Альбукерке, Нью-Мексико) — американский учёный и историк, специализирующийся на Ближнем Востоке. С 2002 года ведет блог Informed Comment. Придерживается антиколониалистских взглядов, критиковал и вторжение США в Ирак, и авторитарных лидеров мусульманских стран наподобие Первеза Мушаррафа и Махмуда Ахмадинежада. В 1972—1996 годах исповедовал бахаизм.